# إيفان كارلسون (سياسي)
إيفان كارلسون هو سياسي كندي، ولد في 28 يونيو 1953 في كندا. حزبياً، نشط في Saskatchewan New Democratic Party ‏. وقد انتخب عضو المجلس التشريعي من ساسكاتشوان.